# Huawei P40 Pro
Huawei P40 Pro – smartfon chińskiego producenta Huawei. Telefon posiada dostęp do sieci komórkowej 5G. Huawei P40 Pro wraz z innymi modelami z serii, P40 Lite i P40 Lite E, zdobył nagrodę najlepszego smartfona fotograficznego według TIPA WORLD AWARDS 2020.